# 米洛斯专区
米洛斯专区（希臘語：Περιφερειακή ενότητα Μήλου），是希腊南愛琴大區的一个专区。专区范围包括米洛斯岛、安迪米洛斯島、基莫洛斯島、波利艾戈斯島、塞里福斯島、锡夫诺斯岛和这些岛周边的多个小岛。专区首府为普拉卡。专区面积为362.5平方公里，2021年人口数量为10,130人。

## 行政
在2011年卡利克拉提斯改革方案中，希腊所有州份被取消。基克拉澤斯州分为包括米洛斯专区在内的9个专区。米洛斯专区下辖4个市镇（括号内为地图中的数字）：
- 米洛斯（1）
- 基莫洛斯（2）
- 塞里福斯（3）
- 锡夫诺斯（4）